# Бахтин (річка)
Бахтин — річка в Ізюмському районі Харківської області, права притока Оскілу (басейн Сіверського Донця).

## Опис
Довжина річки 21 км, похил річки — 1,8 м/км. Формується з декількох безіменних струмків та водойм. Площа басейну 110 км².

## Розташування
Бахтин бере початок на північно-східній околиці села Комарівки. Тече переважно на південний схід у межах села Миколаївки і в селі Оскіл впадає у річку Оскіл, ліву притоку Сіверського Донця.